# Liste der Monuments historiques in Pont-Péan
Die Liste der Monuments historiques in Pont-Péan führt die Monuments historiques in der französischen Gemeinde Pont-Péan auf.

## Liste der Bauwerke
| Bezeichnung | Beschreibung | Standort | Kennzeichnung | Schutzstatus | Datum | Bild           |
| ----------- | ------------ | -------- | ------------- | ------------ | ----- | -------------- |
| Bergwerk    |              | (Lage)   | PA00090662    | Inscrit      | 1985  | weitere Bilder |

## Liste der Objekte
- Monuments historiques (Objekte) in Pont-Péan in der Base Palissy des französischen Kultusministeriums